# 26122 Antonysutton
26122 Antonysutton este un asteroid din centura principală de asteroizi.

## Descriere
26122 Antonysutton este un asteroid din centura principală de asteroizi. A fost descoperit pe 2 februarie 1992 la Observatorul La Silla de Eric Walter Elst. Asteroidul prezintă o orbită caracterizată de o semiaxă mare de 2,52 ua, o excentricitate de 0,07 și o înclinație de 4,6° în raport cu ecliptica.